# Billy Myles
Pour les articles homonymes, voir Myles.
William Myles Nobles (29 août, 1924 - 9 octobre 2005), connu sous le nom de Billy Myles, est un auteur-compositeur américain de blues des années 1950-1960. Il est notamment connu pour avoir écrit (You Were Made for) All My Love enregistré par Jackie Wilson (1960) et Have You Ever Loved a Woman enregistré par Freddie King (1960) puis Eric Clapton (1970). Cette dernière chanson a également été reprise en 2011 par Mama Paula.

## Discographie sélective
- 1957 Tonight Tonight - The Mello-Kings (US Pop #77) - repris ensuite par Dion, Timmy Thomas, The Tokens, The Four Seasons
- 1957 The Joker (That's What They Call Me)/Honey Bee - Billy Myles - (US Pop #25, R&B #13)- repris par The Hilltoppers (U.S. Pop #22)
- 1958 King of Clowns/So In Need of You - Billy Myles
- Price Of Your Love/I’m Gonna Walk - Billy Myles
- 1959 Chapel of Dreams - The Dubs (US Pop #74)
- 1960 (You Were Made for) All My Love - Jackie Wilson (US Pop #12) chanson lauréate d'un BMI award
- 1960 Have You Ever Loved a Woman - Freddie King - repris ensuite par Derek and the Dominos, Eric Clapton, Little Milton, Van Morrison
- I Love That Woman - Freddie King
- 1961 Your One and Only Love - Jackie Wilson (US Pop #40)
- 1961 The Greatest Hurt/There'll Be No Next Time - Jackie Wilson (US Pop #34)
- My Love Is - Little Willie John - repris ensuite par Diana Krall, Holly Golightly
- 1962 Careless Hands - Baby Washington
- Let's Go Again (Where We Went Last Night) - Hank Ballard And The Midnighters
- The Hoochi Coochi Coo - Hank Ballard And The Midnighters
- If Ever I Should Fall in Love - Gladys Knight and the Pips
- Bye Bye Baby - Johnny Copeland
- I Won't Cry Anymore - Big Maybelle
- Tell Me Who - Big Maybelle
- Love, Oh Love - Mongo Santamaría
- No Love (But Your Love) - Johnny Mathis
- Nobody But Me - Lou Rawls
- Your Love Alone - Brook Benton